# 12 dni
12 dni – singel zespołu Closterkeller, zwiastujący album pt. Aurum. Promo singel miał premierę 18 września 2009 r. na Myspace. Premiera radiowa miała miejsce tego samego dnia w audycji Pobudzenie w Antyradiu.

## Notowania
Opracowano na podstawie materiału źródłowego.
| Notowanie                     | Pozycja |
| ----------------------------- | ------- |
| Turbo Top (Antyradio)         | 1       |
| Szczecińska Lista Przebojów   | 3       |
| Czad Lista (Radio Centrum)    | 3       |
| Lista przebojów Radia Fabryka | 3       |
| TOP 15 (Wietrzne Radio)       | 4       |
| Lista Przebojów Radia RNP     | 9       |
| Lista przebojów Radia WAWA    | 25      |
| Lista przebojów Radia PiK     | 28      |
| LPMN (Radio Złote Przeboje)   | 48      |